# Lorraine Code
Lorraine Code FRSC (* 19. Oktober 1937) ist eine kanadische Philosophin, die vor allem für ihre Arbeiten in der Erkenntnistheorie bekannt ist. Sie war zuletzt Lehrstuhlinhaberin am Philosophischen Institut der York University in Toronto, Kanada.

## Lebenslauf
Nach ihrem Bachelorabschluss in Philosophie 1958 an der Queen’s University (Kingston, Ontario, Kanada) verbrachte Code zunächst ein Jahr als Austauschstudentin in Deutschland und machte 1963 ihren Masterabschluss zur Sprachphilosophie von Ludwig Wittgenstein, Martin Heidegger und Maurice Merleau-Ponty. 1978 wurde sie an der University of Guelph (Ontario, Kanada) in Philosophie promoviert. Titel ihrer Dissertation war „Knowledge and Subjectivity“, eine Arbeit, mit der sie sich weg von der Sprachphilosophie und hin zu ihrem späteren Forschungsfeld der Erkenntnistheorie bewegte. 1987 wurde sie wissenschaftliche Mitarbeiterin am Institut für Philosophie der York University, Toronto, wo sie seit 1990 den Lehrstuhl innehat.
In ihrer Arbeit diskutiert Code die sozialen Dimensionen wissenschaftlichen Wissens, insbesondere den Einfluss von Geschlecht auf Wissen. Ihr Aufsatz „Is the Sex of the Knower Epistemologically Significant?“ (dt. Ist das Geschlecht des Wissenden erkenntnistheoretisch signifikant?) aus dem Jahr 1981 stellt den Ausgangspunkt für die feministische Erkenntnistheorie dar. Code vertritt in diesem Aufsatz wie in ihren späteren Arbeiten immer wieder eine feministische Standpunkt-Theorie, die davon ausgeht, dass eine reflektiertere Sicht auf die gesellschaftlichen und institutionellen Verhältnisse der Erkenntnisgewinnung erlangt wird, wenn die Lebensbedingungen und Erfahrungen von Frauen bzw. marginalisierter Gruppen berücksichtigt werden.
In den letzten zwanzig Jahren wurde Code mit zahlreichen renommierten Preisen ausgezeichnet, darunter das Killam Research Fellowship (1998 und 2000). 2005 wurde Code aufgrund ihrer Arbeiten zur feministischen Erkenntnistheorie zum Mitglied der Royal Society of Canada ernannt.

## Werke (Auswahl)
- Ecological Thinking: The Politics of Epistemic Location Oxford University Press, Oxford 2006, ISBN 978-0-19-515943-1 (englisch).
- Feminist interpretations of Hans-Georg Gadamer Pennsylvania State University Press, University Park 2002, ISBN 978-0-271-02244-4 (englisch).
- Rhetorical Spaces: Essays on Gendered Locations Psychology Press, Milton Park 1995, ISBN 978-0-415-90937-2 (englisch).
- What Can She Know? Feminist Theory and the Construction of Knowledge Cornell University Press, Ithaca 1991, ISBN 978-0-8014-9720-9 (englisch).
- Is the Sex of the Knower Epistemologically Significant? (1984) In: Louis P. Pojman (Hrsg.): The Theory of Knowledge: Classical and Contemporary Readings. 3. Auflage. Wadsworth, Belmont 2003, ISBN 978-0-534-55822-2, S. 559–571 (englisch).